# 北入江信號場
北入江信號場（日语：／ Kita-irie Shingōjyō */?）是北海道旅客鐵道室蘭本線的內一個信號場，位於洞爺湖町。

## 背景
室蘭本線因對應高速化及應付由札幌站所分流的特急列車流量，自1950年代起開始進行複線化，一直至1970年完成豐浦～洞爺為止，由長萬部至沼之端再接駁至千歲線往札幌的144公里路段中，已有超過90%的路段為複線路段，但唯獨洞爺～有珠之間的5.1公里、以及長和～稀府間的9.1公里路段則仍然為單線鐵路，不過長和～稀府之間的所有交會站都全部設有客運車站（伊達紋別、北舟岡），相反洞爺～有珠間的交會站並沒有客運設施，因此規格上只屬於「信號場」。
北入江信號場經歷過兩次廢除，亦曾經昇格過為「臨時乘降場」，但最終還是降回為信號場。2017年2月發生了一單貨物列車出軌意外，一列載有19節貨卡、編號3055號的高速貨物列車，由隅田川站開出，前往札幌貨物總站時，在駛經本信號場時，駕駛員發覺有異常聲音，後來發現車頭的後車輪出軌，事件導致超過140班客運及貨運列車受到影響，大部份需要停駛、而來往函館與札幌之間的特急列車則改行駛函館本線舊線（山線）路段。翌日黃昏時段始重新開放路段。

### 名稱由來
車站位於字入江範圍內，由於列車向札幌方向行駛時為北上，因此冠以「北」入江的稱呼，然而，信號場位置其實反而是在大字範圍的南端位置。

## 歷史
- 1945年8月1日：日本國有鐵道室蘭本線「北入江信號場」正式開設，亦有辦理旅客服務事宜。
- 1948年7月1日：信號場首度廃止，改為由鐵道管理局（日语：鉄道管理局）設定的「北入江臨時乘降場」，仍然維持辦理旅客服務事宜。
- 1964年8月30日：於靠向有珠站約600米重新設置信號場。同時中止辦理旅客服務事宜。
- 1986年11月1日：二度廢站[3]

- 早於1982年4月時根據札幌鉄道管理局出版的資料「札幌鉄道管理局管内停車場一覧表」中顯示，本信號場已是無職員配置的無人信號場。

- 1994年3月16日[4]：第三度設置信號場，但未有再次開放旅客業務。
- 2017年2月23日：信號場內一列由隅田川站開往札幌貨物總站的貨物列車，其鐵路機車發生出軌事故[5]。

## 車站構造
2線可交換列車的配置，複線路軌長度約為600米（由兩端起計則約為640米），海側一方（上行）為1號線，為上下副本線；山側一方（下行）為2號線，是主線道。當列車需要避線時，則會駛入1號線，讓對面的列車利用2號線通過。當沒有避車時，列車則直接使用2號線。
於1號線側設有1座保線用的單層水泥建築物，不對外開放。

## 相鄰車站
北海道旅客鐵道
■ 室蘭本線
洞爺（H41） － 北入江信號場 - 有珠（H40）